# Jelena Ćulafić
Jelena Ćulafić (in serbo Јелена Ћулафић?; Berane, 8 giugno 1989) è un'ex cestista montenegrina.